# Назаренкова, Елизавета Сергеевна
Елизавета Сергеевна Назаренкова (род. 27 августа 1995, Мурманск) — российская гимнастка, на международных соревнованиях представлявшая Россию и Узбекистан. Двукратный победитель и многократный призёр Чемпионатов Азии по художественной гимнастике. Мастер спорта международного класса России (2011 год) и Республики Узбекистан (2016 год).

## Биография

### Детство
Елизавета Назаренкова родилась 27 августа 1995 года в Мурманске в спортивной семье: отец Сергей Марченко — мастер спорта СССР, Чемпион России (1981) по плаванию, мать Людмила Назаренкова — кандидат в мастера спорта по художественной гимнастике. Мама привела Лизу в зал, когда ей было всего 4 года, и стала её первым тренером.

### Выступление за Россию
До 14 лет Елизавета тренировалась в Мурманске. После того, как стали появляться серьёзные результаты, её заметили и пригласили в учебно-тренировочный центр «Новогорск», который расположен в Московской области. Здесь она начала тренироваться у Ирины Винер и Натальи Горбулиной.
Елизавета стала 3-х кратной чемпионкой России и многократным призёром Чемпионатов страны.
После удачных выступлений на Всемирных играх 2013 и Кубке мира 2014 она получила приглашение представлять команду Узбекистана.

### Выступление за Узбекистан
Первым соревнованием, на котором Назаренкова представляла Узбекистан, стал этап Кубка мира 2014, проходивший 22—24 мая в Ташкенте, где она стала шестой в многоборье.
Самым успешным в карьере турниром для Елизаветы стал Чемпионат Азии 2015, проходивший в корейском Чечхоне. Здесь она дважды стала победительницей (в соревнованиях с булавами и в командном турнире), а также двукратным серебряным призёром (в личном многоборье и в соревнованиях с мячом). Спустя год на домашнем Чемпионате Азии в Ташкенте она вновь стала второй в личном многоборье, а также завоевала ещё четыре медали турнира.
Елизавета Назаренкова является Финалисткой Чемпионатов мира 2014 и 2015 годов и Всемирной Универсиады в индивидуальном многоборье.